# Кундузда
Кундузда́ (каз. Құндызды) — село у складі Карасуського району Костанайської області Казахстану. Входить до складу Ільїчівського сільського округу.
Населення — 28 осіб (2021; 62 у 2009, 153 у 1999, 284 у 1989).